# 京都市平安京創生館

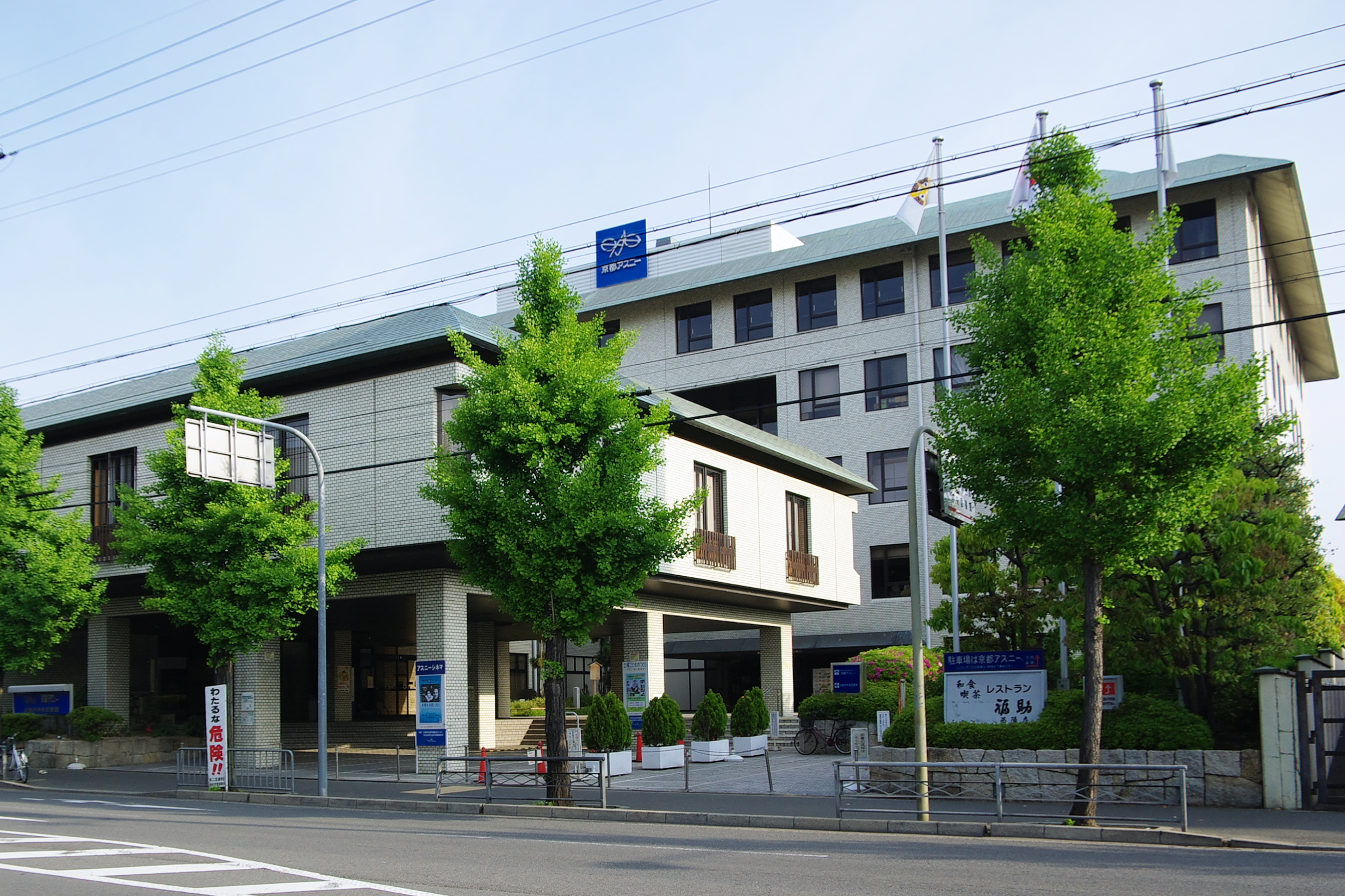

京都市平安京創生館（日语：きょうとしへいあんきょうそうせいかん）是位於日本京都市中京區的一座博物館，開館於2006年10月6日。博物館所在地在平安時代曾經是平安宮造酒司倉庫。

## 外部連結
- 京都市平安京創生館 （页面存档备份，存于）